# The Dakotas
The Dakotas je ime britanskog sastava, iz Manchestera, koji je bio popularan početkom 1960-ih i to kao prateći sastav liverpulskog pjevača Billy J. Kramera.

## Povijest sastava
Sastav je ime dobio na osnovu svog angažmana na Plaza Ballroomu u Oxford Streetu u Manchesteru. Menadžer tog zapravo je zatražio da dođu idući tjedan ali ovaj put obučeni kao indijanci, a i da se nazovu Dakotas. Tako su oni osnovani u rujnu 1960. godine, i to od strane ritam gitarista Robin MacDonalda, Bryana Jonesa na solo gitari, Tonya Bookbindera na 
bubnjevima i Ian Frasera na bas-gitari. Nešto kasnije pridružio im se Ray Jones kao zamjena za basista Iana Frasera. Mike Maxfield ušao je u sastav u veljači 1962. kao solo gitarist, zamijenivši Bryana Jonesa. 
The Dakotas su isprva bili prateći sastav pjevača Petea MacLaina(veljača 1962. - siječanj 1963.), a potom pjevača Billy J Kramera, koji je do tada imao razne prateće sastave; Sandstomers (1960. – 1961.), Billy Ford i Phantoms (1961. – 1962.), The Coasters (1962. - siječanj 1963.). Menadžer Billy J Kramera, koji je tada bio lokalna zvijezda, Brian Epstein predložio je sastavu Dakotas, da oni budu prateći sastav Billy J Kramera, i da se nazovu Billy J Kramer with The Dakotas ( a ne kao što bi uobičajeno bilo u to vrijeme and Dakotas) istovremeno im je ponudio angažman u Hamburgu. Oni su ponudu prihvatili
Velik dio karijere sastava vezan je uz pjevača Kramera i njegove hitove, The Dakotas su samostalno najpoznatiji po svom instrumentalnom singlu Cruel Sea, naslovnu pjesmu je komponirao njihov član Maxfield, taj singl se popeo do # 18 mjesta britanske ljestvice u srpnju 1963.Taj njihov hit obradila je američka grupa The Ventures ali pod nazivom The Cruel Surf.
Nakon toga je sastav u rujnu 1963. izbacio EP Georga Martina, Magic Carpet, ploču sanjivog ugođaja sa suptilnim klavirom i Maxfieldovom solo gitarom. Drugi singl sastava The Dakotas iz studenog 1964. godine - Oyeh, nije uspio ući na top ljestvice.
Nakon nesuglasica s menedžerom Brianom Epsteinom, Ray Jones je napustio grupu u srpnju 1964. godine. Robin MacDonald se preselio na bas-gitaru, da napravi mjesto za novog solo gitarista Micka Greena, iz sastava Johnny Kidd and The Pirates. Istovremeno Billy J. Kramer je sve više tonuo u alkoholizam, a to je također izazvalo i pad popularnosti sastava Dakotas. Na koncu je Billy J. Kramer napustio grupu u rujnu 1967. godine. nakon toga se sastav raspao.
The Dakotas su se ponovno okupili kasnih 1980-ih, ovaj put angažirajući pjevača Eddieja Mooneya i session glazbenika Tonija Bakera. Nakon što je izvorni bubnjar grupe Tony Mansfield napustio glazbu, a Mike Maxfield pretrpio moždani udar. Posljednjih nekoliko godina, sastav koncentrira na mjestima na kojima se evociraju uspomene iz 1960-ih.